# Christopher Barzak
Christopher Barzak  (Warren, Ohio, 1975. július 21. –) amerikai sci-fi- és fantasyszerző.

## Élete
Tanárként dolgozott Tokióban, jelenleg az ohiói Youngstown State University-n tanít.

## Munkássága
Első novellája a  A Mad Tea Party 1999-ben jelent meg. 2007-ben írta első regényét a One for Sorrow-t. Második regényét, a The Love We Share Without Knowing-t jelölték a Nebula-díjra.

## Fordítás
- Ez a szócikk részben vagy egészben  a   Christopher Barzak című angol Wikipédia-szócikk fordításán alapul.  Az eredeti cikk szerkesztőit annak laptörténete sorolja fel. Ez a jelzés csupán a megfogalmazás eredetét és a szerzői jogokat jelzi, nem szolgál a cikkben szereplő információk forrásmegjelöléseként.